# Razac-sur-l’Isle
Razac-sur-l’Isle település Franciaországban, Dordogne megyében. Lakosainak száma 2367 fő (2022. január 1.). Razac-sur-l’Isle Marsac-sur-l’Isle, Coulounieix-Chamiers, Coursac, Montrem és Annesse-et-Beaulieu községekkel határos.

## Népesség
A település népessége az elmúlt években az alábbi módon változott:
| Lakosok száma | 1364 | 2062 | 2212 | 2394 | 2400 | 2384 | 2395 | 2392 | 2371 | 2367 |
|               | 1968 | 1982 | 1990 | 2006 | 2013 | 2015 | 2017 | 2019 | 2020 | 2022 |